# Babīte
Babīte (deutsch Babbit) bezeichnet einen Ort und eine Gemeinde (Babītes pagasts) in Lettland.
Der Ort liegt im Einzugsbereich Rigas, 13 Kilometer westlich vom Zentrum der lettischen Hauptstadt entfernt, und gehörte zeitweise auch administrativ ihr. In der Nähe befindet sich ein mittelalterlicher Burghügel (lat.: Castrum Babat, im Volksmund Polenhügel). Hier befand sich während des Nordischen Krieges ein Heerlager.
Der Bahnhof Babīte liegt an der 1877 eröffneten Bahnstrecke Torņakalns–Tukums.
2009 entstand durch Angliederung der Gemeinde Sala im Rahmen der neuen Verwaltungsgliederung Lettlands der Bezirk Babīte (Babītes novads), der 2021 im neuen Bezirk Mārupe aufging. Das Verwaltungszentrum des Bezirks befand sich in Piņķi.
Die größten Siedlungen der Gemeinde sind Babīte, Piņķi (Gemeindezentrum), Spilve, Mežāre, Brīvkalni, Dzilnuciems, Sēbruciems, Skārduciems, Klīves und Kalnciema masīvs.
In Babīte befindet sich der Soldatenfriedhof Riga-Beberbeki.

## Persönlichkeiten
- Agnese Caica (* 1988), Volleyball- und Beachvolleyballspielerin